# Swift (програмски језик)
Свифт (енгл. Swift) је програмски језик опште намене. Подржава императивни, објектно-оријентисани и функционални начин програмирања. Створен од стране предузећа Епл да би заменио Objective-C при програмирању iOS и OS X програма. Направљен је употребом LLVM програмског преводиоца који је доступан у Xcode 6 beta.
Упутство на 500 страна, The Swift Programming Language, представљено је на WWDC-у и доступно на iBooks Store бесплатно.
Званична апликација WWDC је 2. јуна 2014. постала прва јавно доступна апликација написана у Свифту.

## Примери кода
```
// Коментар у једном реду

/* Коментар у свифту,

али у више редова */

var
 
implicitInteger
 
=
 
70

var
 
implicitDouble
 
=
 
70.0

var
 
explicitDouble
:
 
Double
 
=
 
70

```

```
let
 
numberOfApples
 
=
 
3

let
 
numberOfOranges
 
=
 
5

let
 
appleSummary
 
=
 
"I have 
\(
numberOfApples
)
 apples."

let
 
fruitSummary
 
=
 
"I have 
\(
numberOfApples
 
+
 
numberOfOranges
)
 pieces of fruit."

```

```
println
(
"Hello, world"
)

let
 
people
 
=
 
[
"Anna"
:
 
67
,
 
"Beto"
:
 
8
,
 
"Jack"
:
 
33
,
 
"Sam"
:
 
25
]

for
 
(
name
,
 
age
)
 
in
 
people
 
{

    
println
(
"
\(
name
)
 is 
\(
age
)
 years old."
)

}

```

```
"This is a string literal in Swift"

// константа

let
 
const
 
=
 
"This is a string literal in Swift"

// променљива

var
 
str
 
=
 
"This is a string literal in Swift"

// штампање променљиве

print
(
str
)

```

```
func
 
sayHello
(
personName
:
 
String
)
 
->
 
String
 
{

    
let
 
greeting
 
=
 
"Hello, "
 
+
 
personName
 
+
 
"!"

    
return
 
greeting

}

print
(
sayHello
(
"Jane"
))

// исписује "Hello, Jane!"

```